# Трг Петра Прерадовића
Трг Петра Прерадовића или Цвјетни трг је трг у Загребу, назван по Петру Прерадовићу. Међу загрепчанима је познатији као Цвјетни трг. Назив Цвјетни трг (Цветни трг) потиче од киоска са цвећем који су ту традиционално смештени. 
Трг се налази у строгом центру града, око 200 метара од Трга бана Јелачића. Данас је то пешачка зона. На тргу се налазе клупе, неколико стабала и кафићи са терасама. Трг Петра Прерадовића је познат и по разним окупљањима и штандовима које постављају разне НВО, верске организације и други, за дељење летака и друге облике промоције, мања окупљања и акције итд.
Трг је настао 1897. године рушењем блока зграда које су се ту налазиле и тада је добио име Трг Петра Прерадовића. За време СФРЈ носио је име „Трг братства и јединства“.
На северном крају трга је православна црква Преображења Господњег, саграђена 1866. године. Јужни обод трга означен је палатом Јосипа Зибеншајна (Siebenschein), саграђеном између 1873. и 1874. године. 
На западном ободу трга најстарија је кућа Гранитз, коју је 1886. године, по пројекту Хермана Бола (Hermann Bollé) подигао познати књижевни издавач Игњат Гранитз.
Трг је уређен према Регулативној основи из 1887. године. Коначан је облик добио 1930-их година. 